# Alata (Corsica)
Alata is een gemeente in het Franse departement Corse-du-Sud (regio Corsica). De gemeente telde 3.645 inwoners op 1 januari 2022. De plaats maakt deel uit van het arrondissement Ajaccio.

## Geografie
De oppervlakte van Alata bedroeg op 1 januari 2022 30,37 vierkante kilometer; de bevolkingsdichtheid was toen 120 inwoners per km².
De gemeente strekt zich uit over de bergen Punta di Pozzo di Borgo en Punta Mora en de valleien van de Bellaranda en de Ficarella. In het westen ligt de gemeente aan zee, aan de Golfe de Lava. Naast Alata telt de gemeente verschillende dorpen en gehuchten: Le Pruno, Cardiglione, San Benedetto, Le Picchio, Pietrosella, Tuscia, Trova en Ranucchietto.
De onderstaande kaart toont de ligging van Alata met de belangrijkste infrastructuur en aangrenzende gemeenten.

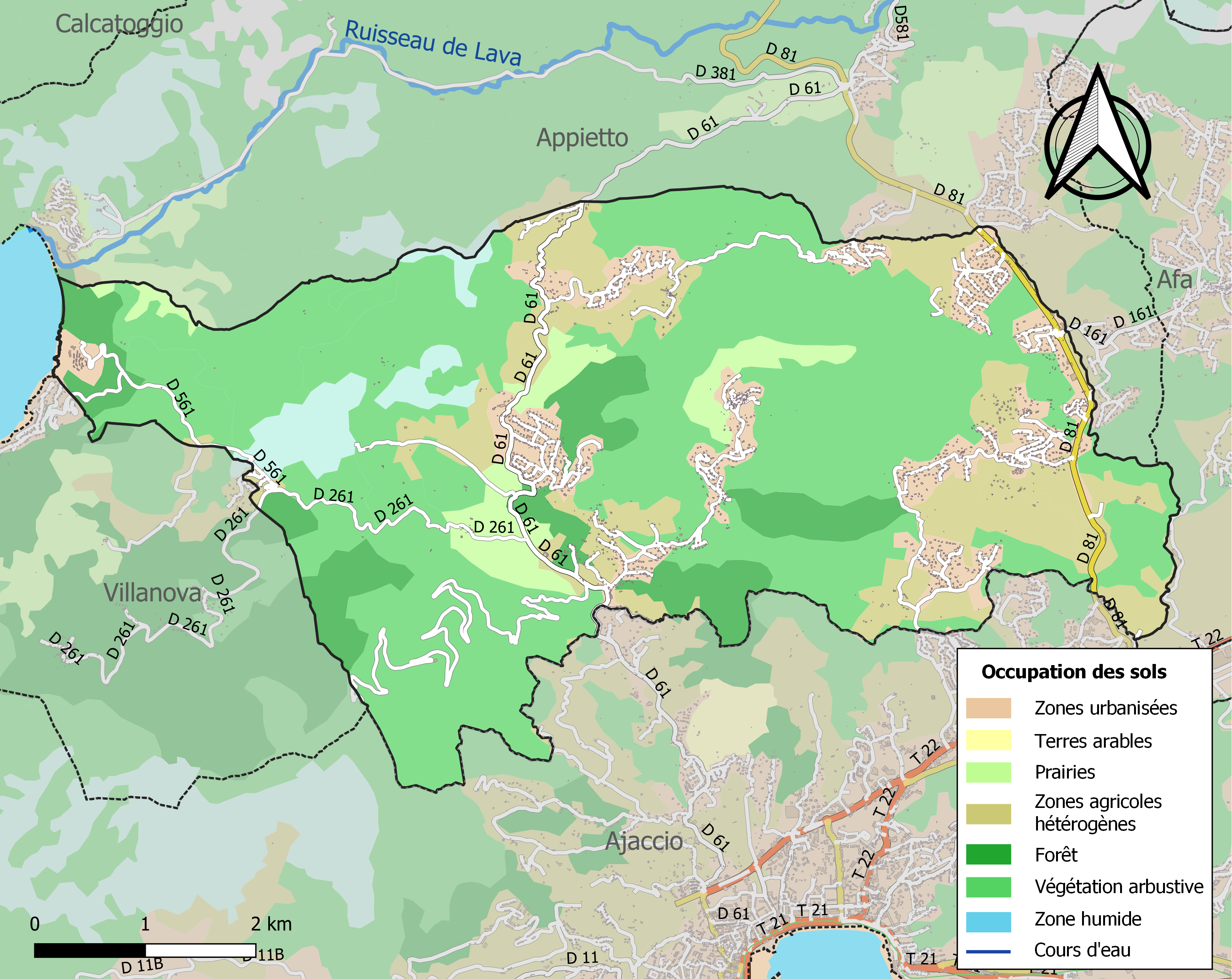

## Demografie
Onderstaande figuur toont het verloop van het inwonertal (bron: INSEE-tellingen).

Vanwege een beveiligingsprobleem met de MediaWiki Graph-software is het momenteel niet mogelijk deze grafiek weer te geven. Zodra de software is bijgewerkt zal de grafiek vanzelf weer zichtbaar worden.

## Geschiedenis
In de 19e eeuw werd de gemeente Alata opgericht die verschillende dorpen omvatte. Er werd vooral aan landbouw gedaan (graan- en veeteelt). Vanaf de jaren 1960 liep de gemeente leeg. Vanaf de jaren 1980 volgde een groei omdat inwoners van Ajaccio zich in de gemeente vestigden.

## Afbeeldingen

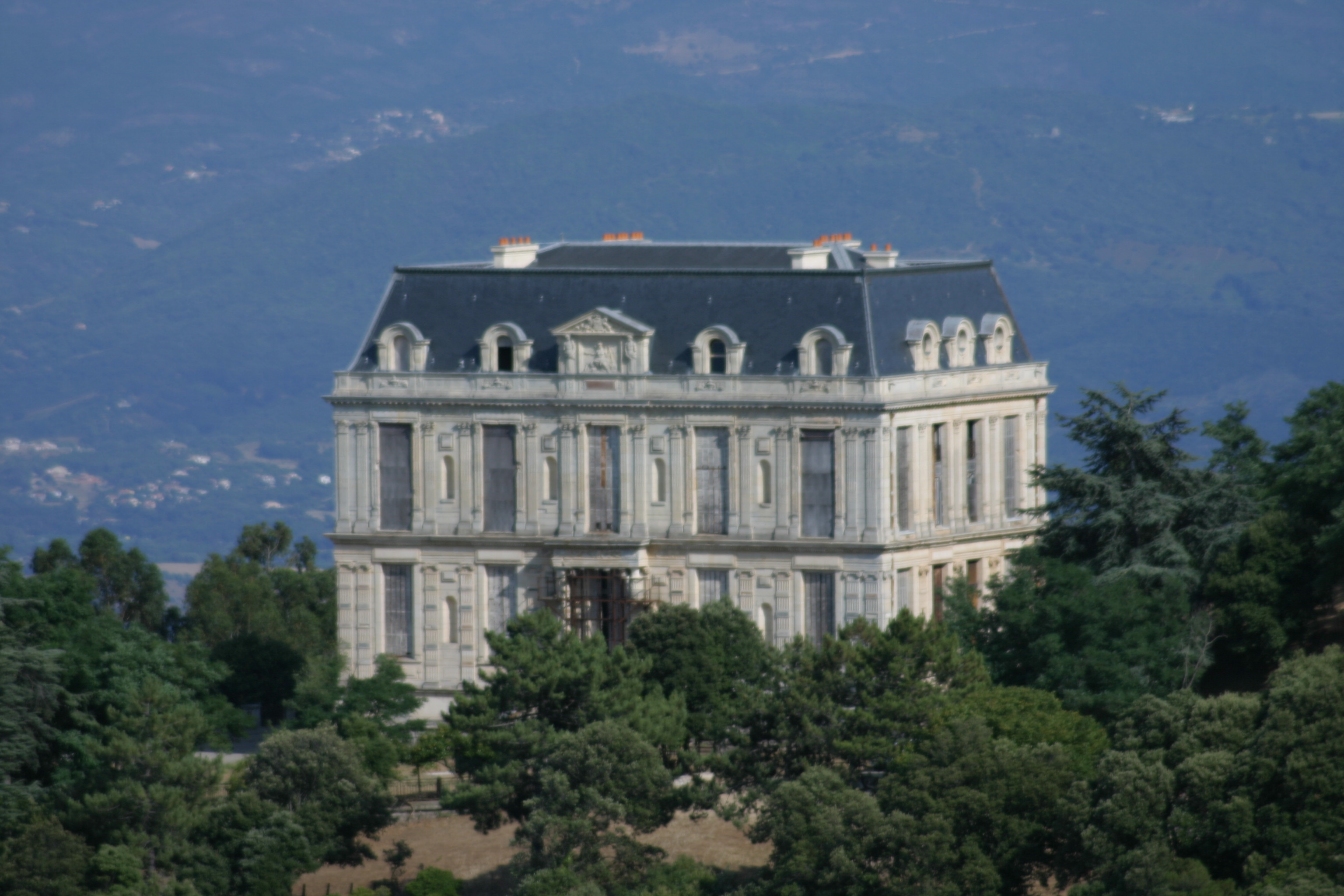
Kasteel van La Punta (19e eeuw)
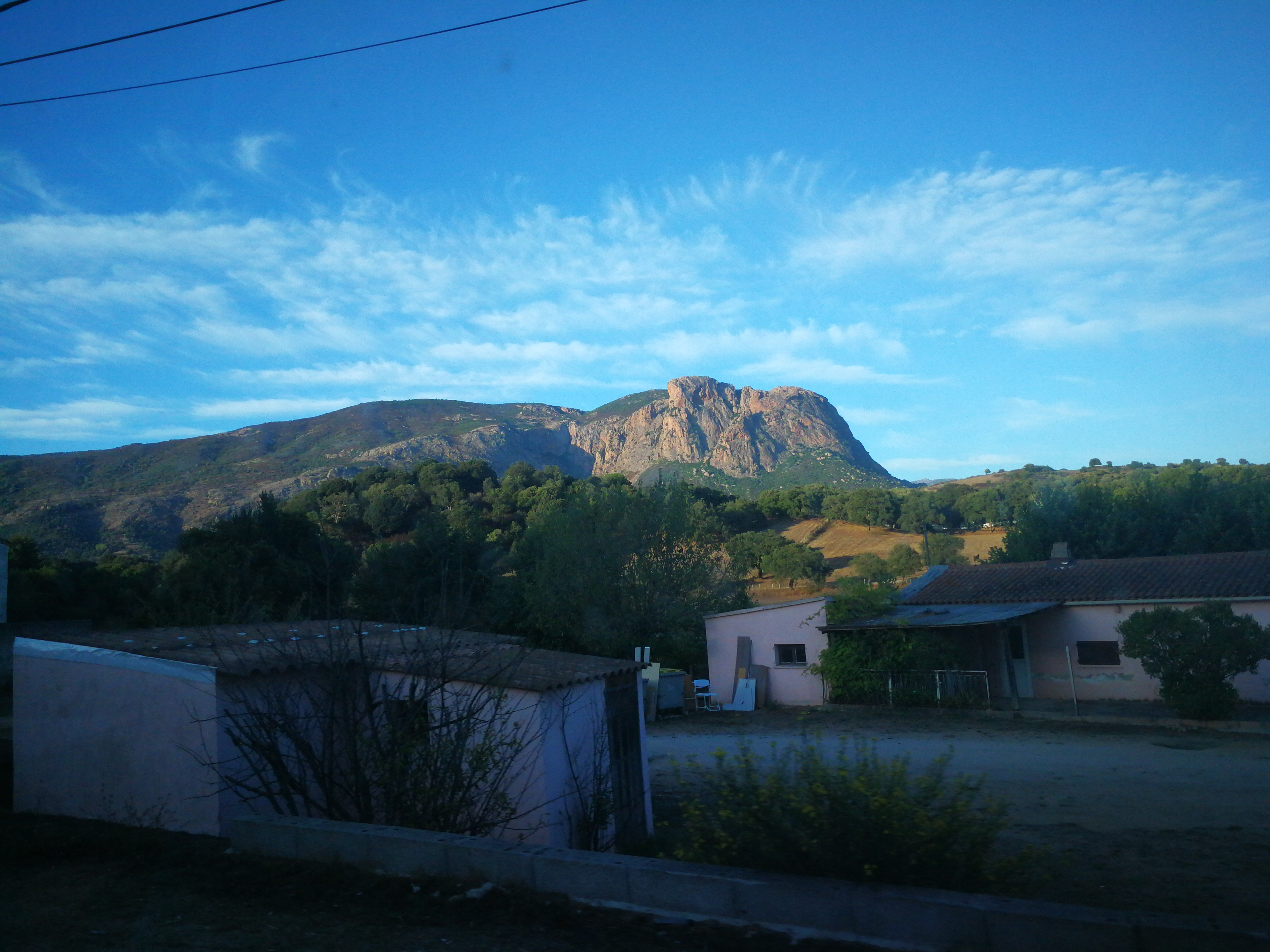
Punta Mora

## Geboren
- Charles André Pozzo di Borgo (1764-1842), politicus en diplomaat